# Nicolás Astete
Nicolás Patricio Astete Hernández (Recoleta, Chile, 17 de agosto de 1993) es un futbolista chileno. Juega como mediocampista en Deportes Concepción de la Primera B de Chile. 

## Trayectoria
Formado en Ferroviarios, en 2016 consigue el ascenso con Deportes Recoleta y recibe el premio del Círculo de Periodistas Deportivos como el mejor jugador del fútbol amateur.
Al año siguiente, da el salto a la primera división al fichar por Palestino, club en el cual permanecería por un semestre para luego formar parte del plantel de Unión La Calera de la Primera B que conseguiría el ascenso a la división de honor.

## Clubes
| Club                       | País  | Año       |
| -------------------------- | ----- | --------- |
| Ferroviarios               | Chile | 2013      |
| Deportes Recoleta          | Chile | 2014-2016 |
| Palestino                  | Chile | 2017      |
| → Unión La Calera (cedido) | Chile | 2017      |
| Deportes Recoleta          | Chile | 2018      |
| Colchagua                  | Chile | 2019      |
| Ñublense                   | Chile | 2020-2021 |
| Deportes Colina            | Chile | 2021      |
| Deportes Valdivia          | Chile | 2022      |
| Santiago Morning           | Chile | 2023      |
| San Antonio Unido          | Chile | 2024      |
| Deportes Concepción        | Chile | 2025-     |

## Palmarés

### Campeonatos nacionales
| Título           | Club              | País  | Año    |
| ---------------- | ----------------- | ----- | ------ |
| Tercera División | Deportes Recoleta | Chile | 2015   |
| Primera B        | Unión La Calera   | Chile | 2017-T |
| Primera B        | Ñublense          | Chile | 2020   |

### Distinciones individuales
| Distinción                 | Año  |
| -------------------------- | ---- |
| Futbolista Amateur del Año | 2016 |